# 269 (numero)
Duecentosessantanove (269) è il numero naturale dopo il 268 e prima del 270.

## Proprietà matematiche
- È un numero dispari.
- È un numero primo, in quanto 1 e il numero stesso sono i suoi unici divisori.
- È un numero difettivo.
  - È un numero primo di Eisenstein.
  - È un numero altamente cototiente.
- È un numero strettamente non palindromo.
- È la somma di tre numeri primi consecutivi, 269 = 83 + 89 + 97.
- È parte delle terne pitagoriche (69, 260, 269), (269, 36180, 36181).
- È un numero congruente.
- È un numero malvagio.

## Astronomia
- 269P/Jedicke è una cometa periodica del sistema solare.
- 269 Justitia è un asteroide della fascia principale del sistema solare.

## Astronautica
- Cosmos 269 è un satellite artificiale russo.